# ジニトロベンゼン
ジニトロベンゼンはベンゼンに硝酸と硫酸との混酸を、強い条件下で作用させて作る。有毒で水に難溶で、有機溶媒には可溶。分子式C6H4N2O4で表される有機化合物で、オルト、メタ、パラの3種の異性体がある。

## 異性体

o-ジニトロベンゼン
m-ジニトロベンゼン
p-ジニトロベンゼン